# Сефер хасидим
«Сефер хасидим» (ивр. סֵפֶר חֲסִידִים‎, «Книга благочестивых») — средневековое мистическое этическое произведение, излагающее учение еврейского движения Хасидей Ашкеназ; памятник бытовой и духовной жизни немецких евреев в эпоху позднего Средневековья. Традиционно атрибутируется Иехуде Хасиду из Регенсбурга.

## Состав и содержание
Представляет собой сборник из пяти отдельных сочинений: «Сефер ха-ир’а» («Книга благоговения») — педагогический, нравоучительный трактат; «Сефер ха-тшува» («Книга покаяния»), раскрывающая вопросы искупления грехов, согласно главе 68, параграфу 13: «…и если ты согрешил, взвесь, какое раскаяние долженствует твоему греху…»; собственно «Сефер-хасидим» — основное сочинение, давшее название всему сборнику (болонское издание начинается с этой книги); сочинение без названия; «Сефер-хасидим бе-Мишлей Шломо» («Книга благочестивых о Соломоновых притчах»), которая содержит толкования книги Притчей Соломоновых.
Мировой процесс воспринимается как всеобщая борьба всех против всех. Однако лучше стать побеждённым, ибо победитель в будущем мире подчинится побеждённому. Следует терпеть зло, не сопротивляясь ему: «Зависть и ненависть отстраняй от себя; когда тебя бранят, молчи». Основными добродетелями произведение называет восторженную любовь к Богу и кротость к Его творениям. «И самый набожный не может иметь притязания на награду Божию, и хотя он бы прожил тысячи лет, не в его силах воздать даже за мельчайшее из многих благодеяний, оказываемых ему Господом. Поэтому пусть все служат своему Создателю не ради надежды на блаженство в раю, а из чистой любви к Нему и Его заветам». Высоко оценивается искренняя молитва: «Кто истязает себя постами, грешит. Если бы Богу были угодны посты, то Он потребовал бы их». О семейных отношениях сказано, в частности: «Когда твоя жена огорчает тебя, и ты гневаешься на нее, то проси Бога не о том, чтобы Он дал тебе другую жену, а о том, чтобы Он вселил в жене любовь к тебе». «Нельзя оскорблять своих слуг, если последние не исполнили приказания». Говорится о гуманности по отношению к животным: «Кто причиняет страдание животным, тот ответит перед Богом за истязание живого существа». Предписывается строгая честность относительно иноверцев: «Не обманывай никого, также и нееврея»; «Не злобствуй на людей, к какой бы вере они ни принадлежали». «Не должно ни с кем, равно и с иноверцами, поступать несправедливо». «В сношениях с иноверцами старайся быть таким же добросовестным, как и с евреями».
Произведение освещает тему исполнения мицвот и конкретные этические вопросы: воздержание от соблазнов и избегание каких-либо ситуаций, которые могли бы вести ко греху. Согласно этому сочинению, поступки и поведение соблюдающего заповеди должны полностью отвечать этическим предписаниям, включая одежду, речь, молитву, работу, взаимоотношения с женой, другом, учителем и раввином. Затронута тема этического поведения в чрезвычайных обстоятельствах.
В тексте отражены представления о первочеловеке: Адам, заполнявший весь мир, был уменьшен Богом путём последовательного отсечения членов, при этом куски плоти были разбросаны по всему миру.
«Сефер-хасидим» повествует и об исторических событиях средневековой Германии, в том числе об экономических связях и религиозных отношениях евреев с местным населением, еврейских погромах, которые совершили крестоносцы в Германии и во Франции.
Историк Израил Берлин писал:

Это замечательное творение еврейского духа отражает в себе подъём религиозного фанатизма и господство низменных страстей германского общества, с одной, и благородный гуманизм еврейских моралистов — с другой стороны; оно свидетельствует о тех высоко нравственных чувствах справедливости и всепрощения, которые среди всеобщего развала, среди всех ужасов средневековой жестокости оставались драгоценным наследием еврейского духа.

## Происхождение
Исследователями было показало, что в создании сборника принимали участие несколько авторов, что наиболее явным образом подтверждает ряд противоречий. Так, в одной части произведения говорится, что если богатый человек скуп настолько, что голодает сам и позволяет голодать своей жене, то сын может обмануть его и, взяв отцовские деньги, приобрести пищу для родителей; другое место текста запрещает такие действия сына, предписывая проявить уважение к воле отца и содержать родителей собственными средствами. Происхождение и состав сборника являются дискуссионными. Согласно одной точки зрения, сборник включает три основных сочинения, которые происходят от общего источника — древней «Сефер хасидим», написанной Иехудой Хасидом. Согласно другой — сборник составил неизвестный автор, но обработали и дополнили ученики Иехуды Хасида. Согласно ещё одной версии, Иехуд Хасид составил основной текст, а дополнения созданы его учениками.

## Текстология и издания
Произведение впервые было напечатано в 1538 году в Болонье по наиболее достоверной, Иерусалимской рукописи. Фрагменты другого достоверного списка находятся в Оксфорде. В Новое и Новейшее время издание было произведено И. Вистинецким и И. Фрайманом по Пармской рукописи в Берлине в 1891—1894 годах. Второе издание — во Франкфурте в 1924 году; последнее считается наилучшим. Болонское издание было переиздано Р. Марголиотом в Иерусалиме в 1957 году.